# Leptostylis longimana
Leptostylis longimana är en kräftdjursart som först beskrevs av Sars 1865.  Leptostylis longimana ingår i släktet Leptostylis och familjen Diastylidae. Arten är reproducerande i Sverige. Inga underarter finns listade i Catalogue of Life.

## Bildgalleri

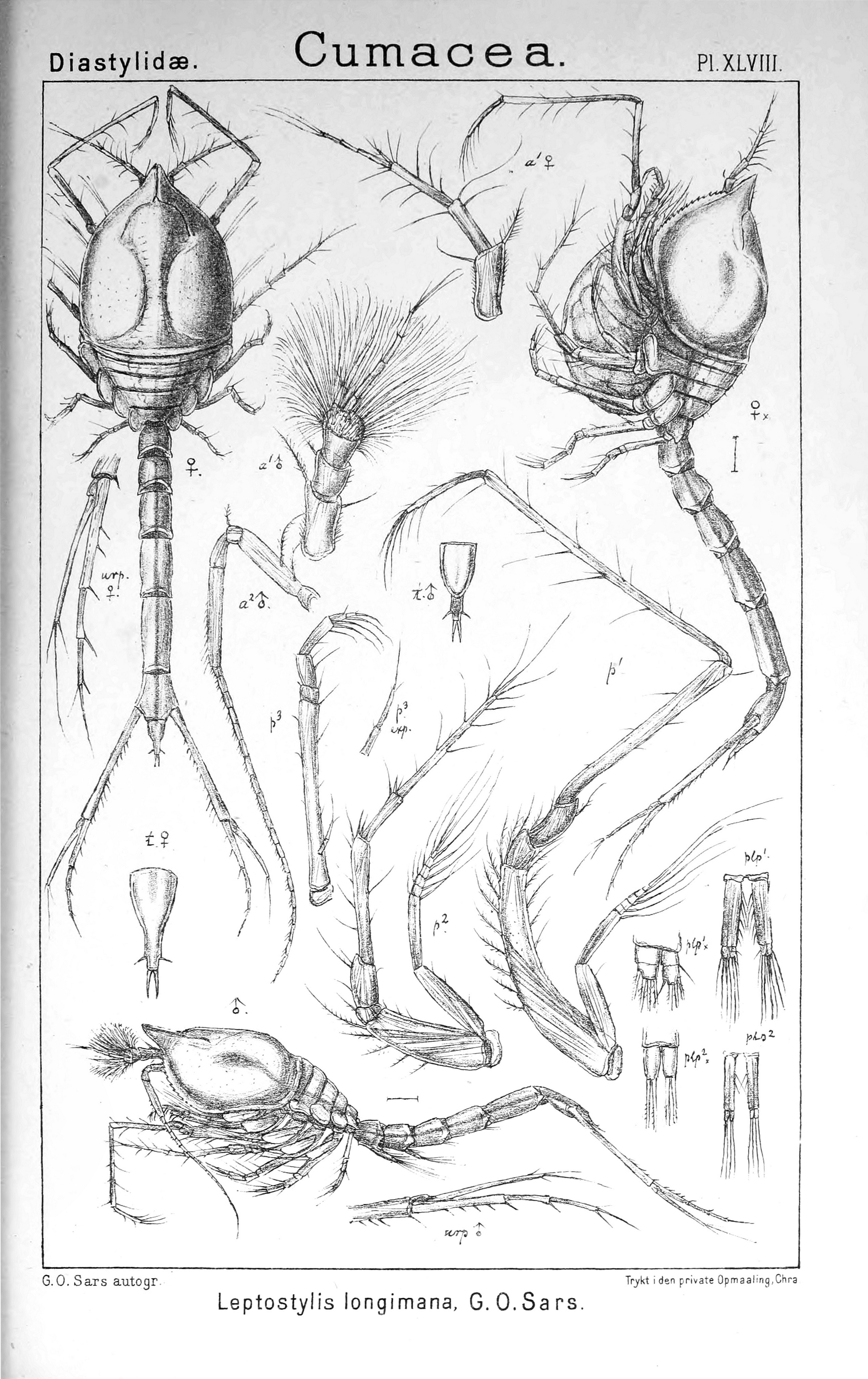